# Precis
Precis (лат.) — род дневных бабочек из семейства Нимфалиды (Nymphalidae).

## Описание
Относительно не крупные бабочки с размахом крыльев около 5−6 см. На крыльях сверху и часто снизу имеются глазчатые пятна. Центральная ячейка переднего крыла замкнутая. Глаза голые. Губные щупики покрыты волосками. На передних крыльях жилки R1, R2 не ветвятся и берут начало от центральной ячейки. R3, R4, R5 имеют общий ствол, который также начинается от центральной ячейки. К костальному краю переднего крыла выходят жилки R1 и R2, R3 выходит к вершине, а к внешнему краю крыла — R4, R5. Гусеницы питаются на растениях семейства яснотковых (Lamiaceae).

## Виды
Род включает виды:
- Precis actia Distant, 1880
- Precis andremiaja Boisduval, 1833

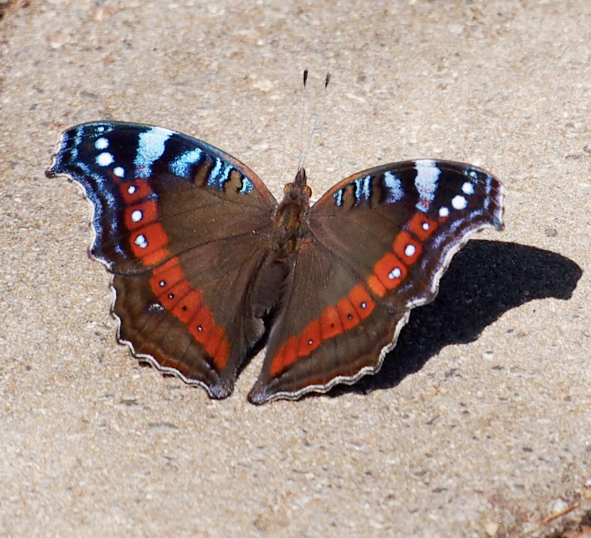
Precis archesia

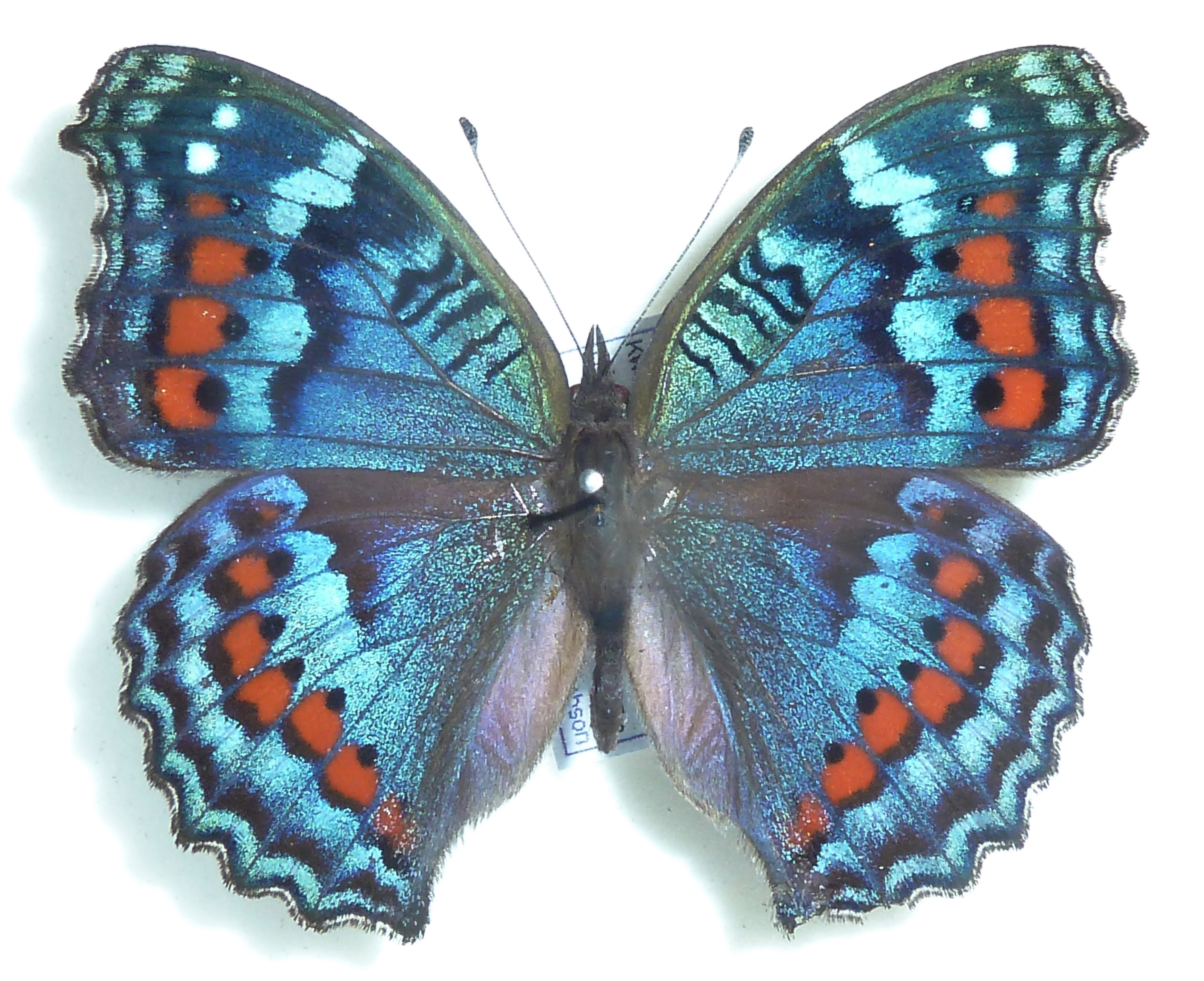
Precis octavia

- Precis antilope (Feisthamel, 1850)
- Precis archesia (Cramer, [1779])
- Precis ceryne (Boisduval, 1847)
- Precis coelestina Dewitz, 1879
- Precis cuama (Hewitson, 1864)
- Precis eurodoce (Westwood, 1850)
- Precis frobeniusi Strand, 1909
- Precis limnoria (Klug, 1845)
- Precis milonia C. & R. Felder, [1867]
- Precis octavia (Cramer, [1777])
- Precis pelarga (Fabricius, 1775)
- Precis rauana (Grose-Smith, 1898)
- Precis sinuata Plötz, 1880
- Precis tugela Trimen, 1879

Incertae sedis
- Precis permagna Martin, 1920